# Fontaine des Princes
La fontaine des Princes est un monument néo-gothique sur la Grand-Place de la ville belge de Chimay. 
Elle est érigée en 1852 sur une conception du sculpteur Guillaume Geefs de 1846-1847. Le commanditaire de la fontaine est Joseph de Riquet, prince de Chimay, qui voulait par ce monument rendre honneur à ses parents et ancêtres. Le monument en pierre bleue a la forme d'une flèche à trois étages. Il est couronné par une image allégorique de la ville de Chimay. Au fond se trouvent les bassins de la fontaine désaffectée. Au deuxième niveau se trouvent quatre statues dans des niches : 
- Pierre-Paul de Riquet (1609-1680)
- Philippe Gabriel de Hénin-Liétard d'Alsace (nl) (1736-1804)
- François-Joseph de Riquet (1771-1843)
- Thérésia Cabarrus (1773-1835)

## Source
- Le patrimoine monumental de Belgique. Wallonie, vol. 10-1, Province de Hainaut. Arrondissement de Thuin, A-E, 1983, p. 268